# Temelucha pholisorae
Temelucha pholisorae är en stekelart som beskrevs av Dasch 1979. Temelucha pholisorae ingår i släktet Temelucha och familjen brokparasitsteklar. Inga underarter finns listade i Catalogue of Life.